# Gründischer Brunnen
Koordinaten: 49° 5′ 32,3″ N, 10° 0′ 19,8″ O
Der Gründische Brunnen ist eine Gipskarstquelle im Tal der Speltach. Er liegt im Gemeindegebiet von Frankenhardt im baden-württembergischen Landkreis Schwäbisch Hall südwestlich von Crailsheim.
Der Name Gründischer Brunnen wird gedeutet als unendlich tiefer, unergründlicher Brunnen, könnte aber auch auf die Lage im Talgrund der Speltach verweisen.

## Lage und Geschichte

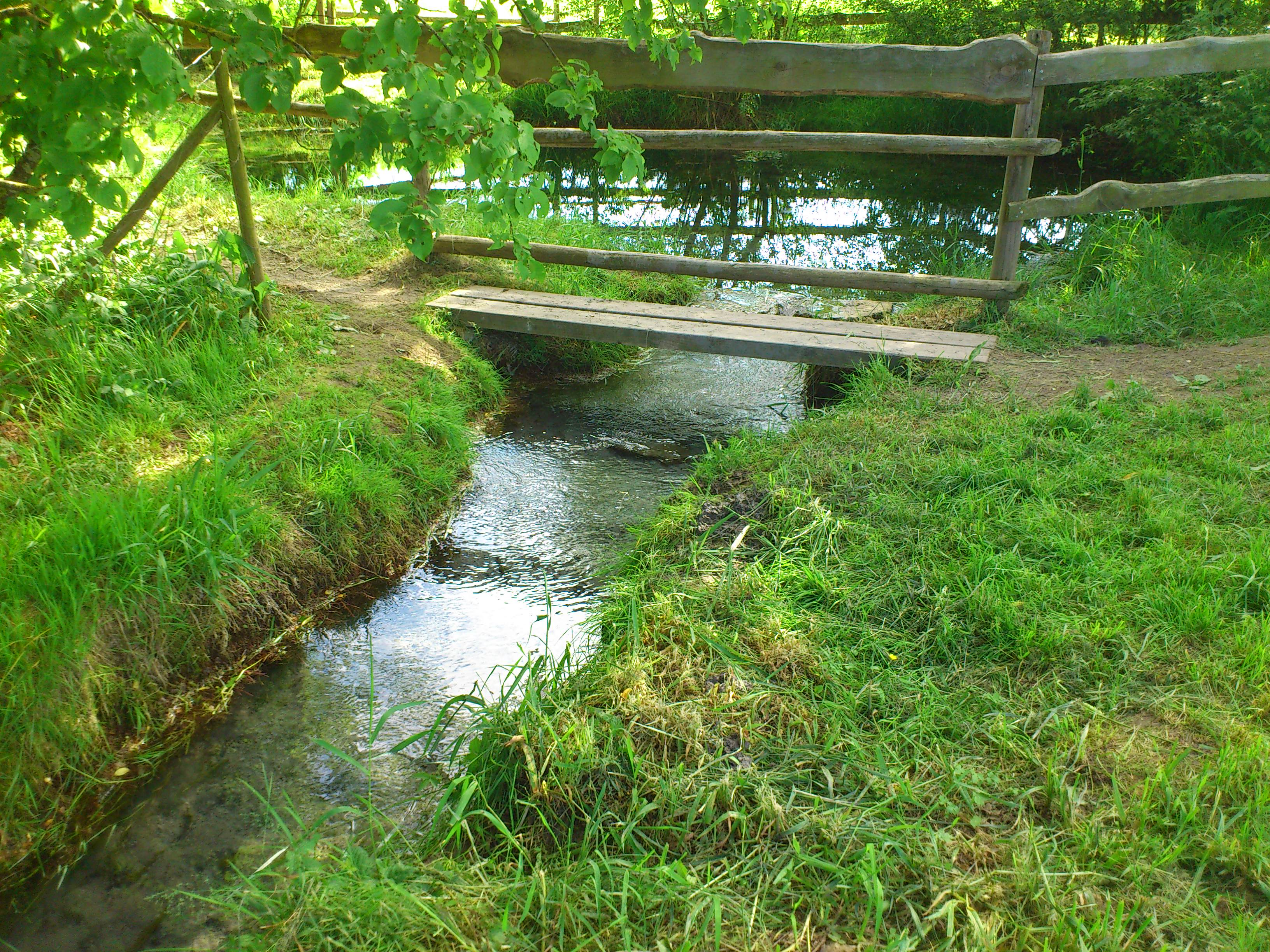
Abfluss des Gründischen Brunnens

Die Quelle liegt zwischen Ober- und Unterspeltach südlich der Speltach. In der Gegenwart tritt das Wasser in einem etwa 10 Meter breiten und rund 3,5 Meter tiefen Quelltopf zu Tage. Die Quelle schüttet 10 bis 30 Liter pro Sekunde. Das Quellwasser hat eine leicht bläuliche Farbe. Der von einem Feldgehölz umsäumte Quelltopf liegt an einem Entwässerungsgraben, der nach gut 300 Meter in die Speltach mündet. Im Frühjahr 2015 wurde direkt neben dem Brunnen ein Kneipp-Becken errichtet. Der Gründische Brunnen ist als Geotop ausgewiesen und als Naturdenkmal geschützt.
Die heutige Lage und Gestaltung der Quelle geht auf die nach 1987 durchgeführte Flurbereinigung zurück. Zuvor hatte sich der Ort der Quelle mehrfach verlagert: Bis Mitte der 1970er Jahre entsprang das Wasser rund 30 Meter weiter östlich. Diese Quelle entstand 1927, als die Speltach begradigt und Entwässerungsgräben angelegt wurden. Zuvor trat das Wasser in einem über 7 Meter tiefen und 4,7 Meter breiten Naturschacht zutage. An den Felswänden im alten Quelltopf konnte man den weißen Gips im bläulichen Wasser erkennen. Am Grund gab es einen von oben nicht einsehbaren horizontalen Zufluss. Dieser alte Quelltopf wurde verfüllt, nachdem die Quelle versiegt war; er lag rund 155 Meter ostsüdöstlich der heutigen Quelle. Vor 1927 soll sich die Quelle weitere dreimal verlagert haben.
Einer Sage zufolge sollen aus der Quelle Meerfräulein aufgestiegen sein, die den Menschen die Abschaffung von Beichte und Messopfer voraussagten. Aus der Erzählung wird gefolgert, dass es den Gründischen Brunnen bereits vor der Reformation gab.

## Geologie
Unter dem Auenlehm des Speltachtals stehen mit der Grabfeld-Formation Schichten des Gipskeupers an, die durch Auslaugung (Subrosion) verkarsten können. Die Verkarstung macht sich im Talgrund durch zahlreiche Erdfälle und Subrosionssenken bemerkbar, die auch in der Gegenwart noch neu entstehen. Erdfälle brechen meist gegen Anfang des Frühlings nach Ende des Bodenfrosts ein, wenn der Boden wassergesättigt ist. Subrosionssenken nehmen größere Flächen als Erdfälle ein, sind jedoch flacher. Wegen der landwirtschaftlichen Nutzung des Gebiets werden Erdfälle rasch wieder aufgefüllt, bleiben aber im Luftbild als helle oder dunkle Flecken erkennbar.
Der Gründische Brunnen liegt an einer Nordwest bis Westnordwest streichenden Störungszone, die sich durch die Anordnung von Erdfällen und die Richtung linienhafter Elemente bemerkbar macht und durch Geländekartierungen und Luftbildauswertungen erkennbar wird. Die Höhenlage einzelner Schichten der Grabfeld-Formation in der Umgebung der Quelle macht es wahrscheinlich, dass an der Störung ein Höhenversatz von rund 30 Meter auftritt, wobei die Tiefscholle im Süden liegt. In der Umgebung des Gründischen Brunnens kreuzt die Neckar-Jagst-Furche das Speltachtal, eine langgestreckte, ostnordostwärts streichende Muldenstruktur, die sich vom Raum Ludwigsburg bis zum Süden der Frankenhöhe erstreckt. Im Bereich des Speltachtals ist die Furche rund 30 Meter eingesenkt.
Die Quelle speist sich aus einem gespannten Grundwasserkörper. Es wird vermutet, dass das Quellgebiet unterschiedlich stark verkarstet ist, so dass sich neue Wasseraustritte bilden können, wenn durch Erosion oder Baumaßnahmen stärker verkarstete Zonen angeschnitten werden. Bei einem 1987 durchgeführten Markierungsversuch wurde rund 1,5 Kilometer oberhalb der Quelle Farbstoff in die Speltach eingegeben. Im Gründischen Brunnen konnte kein Farbaustritt festgestellt werden, woraus gefolgert wird, dass das Speltachbett in diesem Bereich gegenüber dem Gipskarst weitgehend dicht ist.